# Réhahn

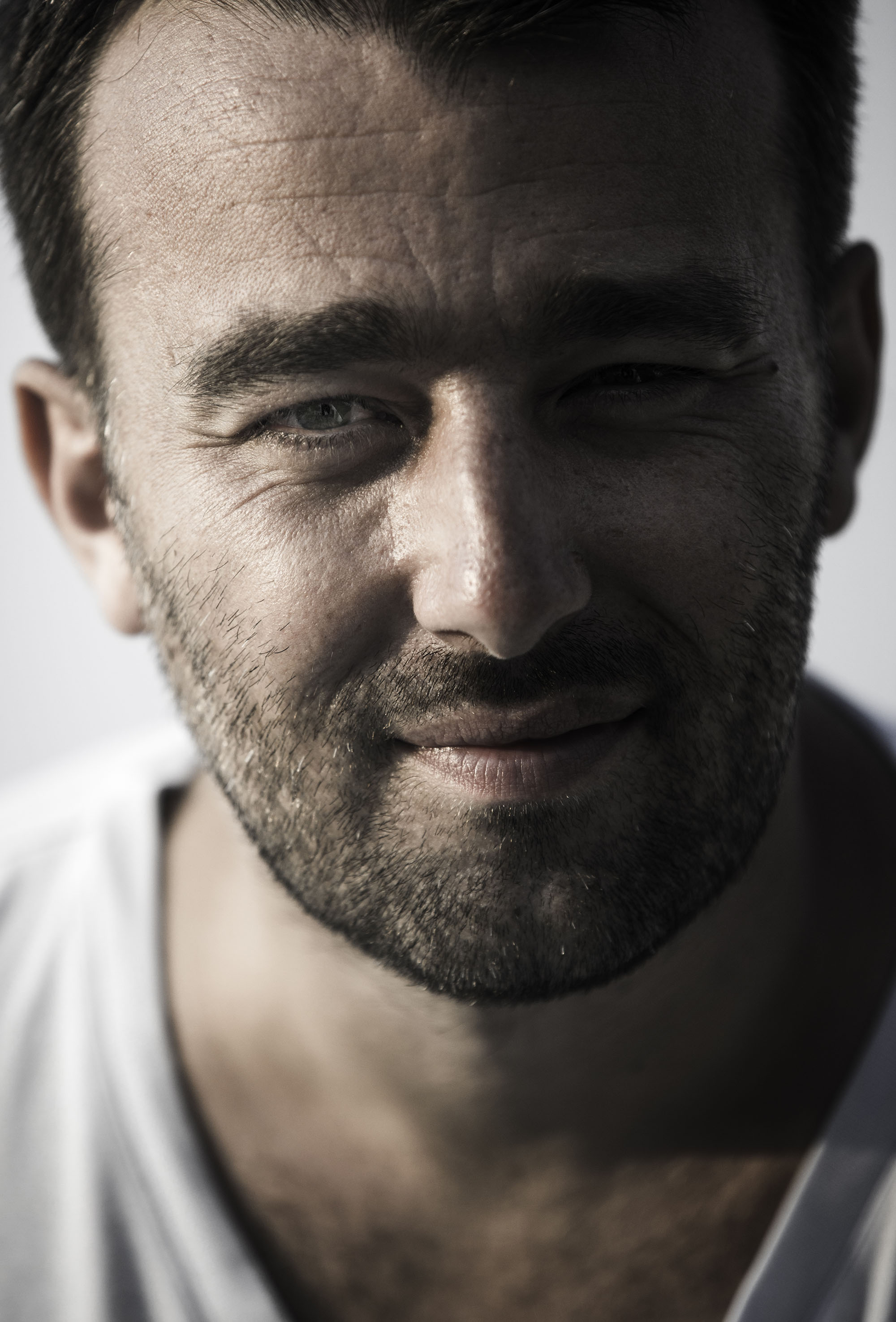
Porträt von Réhahn

Réhahn (* 4. Mai 1979 in Bayeux, Normandie als Réhahn Croquevielle) ist ein französischer Künstler, Autor und Sammler mit Wohnsitz in Hội An, Vietnam.
Seit 2010 dokumentiert er die kulturelle Vielfalt vietnamesischer ethnischer Gruppen durch großformatige Porträts in traditioneller Kleidung sowie durch Sammlungen von Handwerksobjekten. Dieses Projekt untersucht Erzählungen sowie Veränderungen, die durch Globalisierung und Entwicklung beeinflusst werden und das kulturelle Erbe betreffen.
Am 1. Januar 2017 eröffnete er das Precious Heritage Art Gallery Museum in Hội An. Das Museum stellt mehr als 200 Porträts und über 65 traditionelle Trachten aus, die ihm von Stammesoberhäuptern übergeben wurden. Der Eintritt ist kostenlos, und die Ausstellung behandelt alle 54 offiziell anerkannten ethnischen Gruppen Vietnams.
Im September 2020 beendete er die Hauptphase seiner Arbeit mit den offiziell anerkannten Gruppen, setzt seine Recherchen jedoch fort, um auch kleinere Untergruppen im ganzen Land zu dokumentieren.

## Karriere
Im Jahr 2007 reiste Réhahn im Rahmen einer humanitären Mission mit der französischen Organisation Les Enfants du Viêtnam zum ersten Mal nach Vietnam. Während dieser Reise begann er, das Land und seine Kultur fotografisch zu erkunden, wobei über 50.000 Aufnahmen entstanden.
Nach mehreren Reisen entschloss er sich 2011, sich dauerhaft in Hội An niederzulassen, einer Stadt, die zum UNESCO-Weltkulturerbe zählt. Dort entstand das Porträt von Madame Xong, Kapitänin eines kleinen Touristenbootes. Die Fotografie wurde unter dem Titel Hidden Smile veröffentlicht und erschien weltweit in über 100 Presseartikeln.
Er veröffentlichte anschließend zwei Fortsetzungsbände: Vietnam, Mosaic of Contrasts, Volume II (2015) und Volume III (2020). Darüber hinaus erschienen The Collection, 10 Years of Photography (2018) sowie 100 Iconic Portraits (2019), die auch seine fotografischen Arbeiten in Kuba, Malaysia, Zentral- und Südamerika sowie auf dem indischen Subkontinent umfassen.

## Bekannte Werke
- Best Friends[4]: Diese Fotografie aus dem Jahr 2014 zeigt Kim Luan, ein sechsjähriges Mädchen der Mnong-Ethnie, vor einem Elefanten. Die britische Nachrichtenagentur Caters veröffentlichte das Bild in über 25 Ländern. Es erschien auf den Titelseiten mehrerer internationaler Zeitschriften, darunter Conde Nast Traveler, The Times und National Geographic.

- Hidden Smile: Das Porträt von Madame Xong wurde in die Dauerausstellung des Museums für vietnamesische Frauen in Hanoi aufgenommen.[5]

- An Phuoc[6]: Diese Aufnahme wurde in mehreren vietnamesischen und internationalen Medien veröffentlicht, darunter National Geographic, BBC, Business Insider und Independent UK. In Frankreich erschien sie auf den Titelseiten von Globe-Trotters und Geo.

## Auszeichnungen und Anerkennung

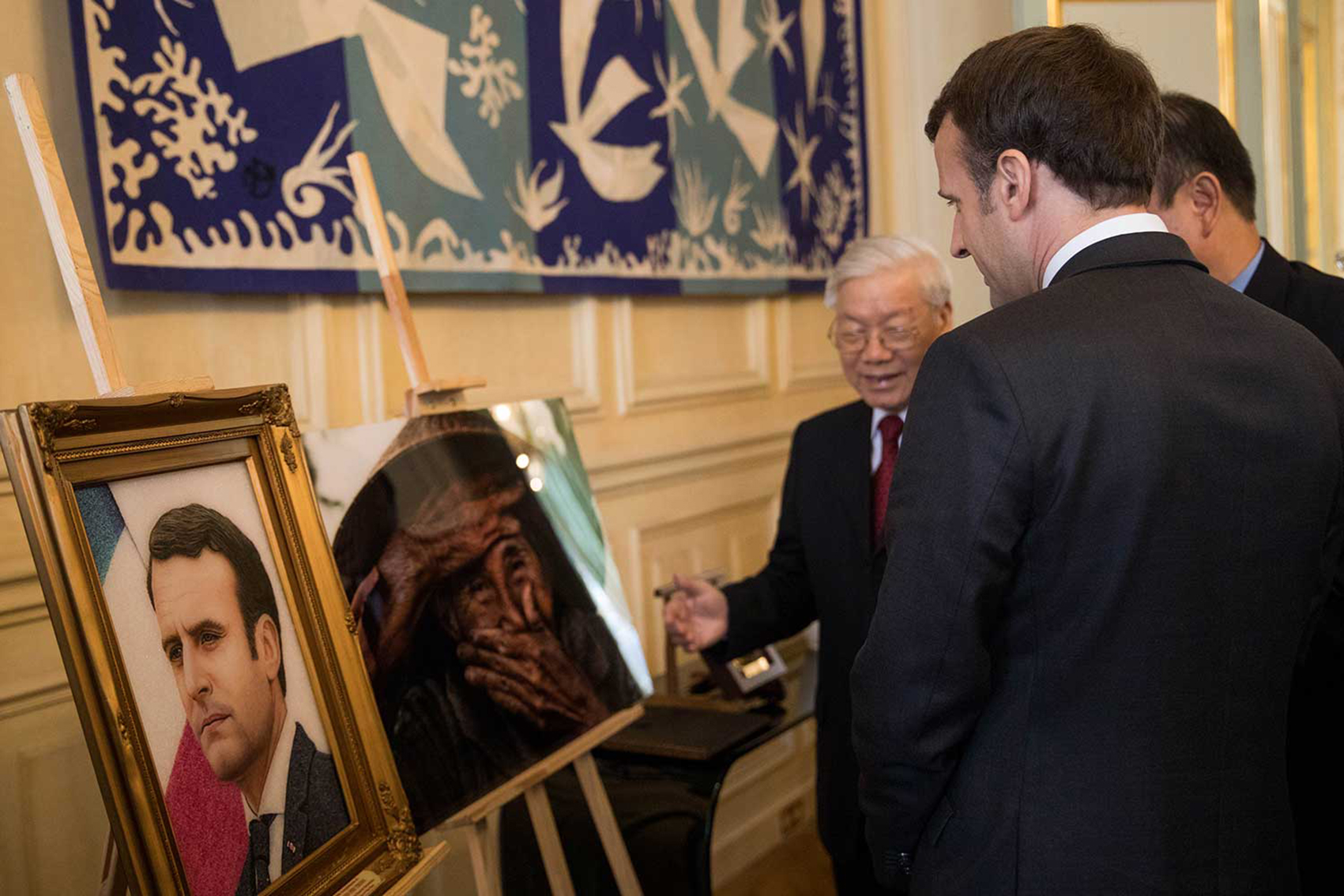
Präsident Macron erhält das Porträt Hidden Smile von Réhahn (2018)

Im Dezember 2014 wurde Réhahn von der Website boredpanda.com als einer der zehn bekanntesten Reisefotografen der Welt auf Platz vier gelistet.
Im Januar 2016 wurde er vom französischen Fotografieportal lense.fr als der zweitbeliebteste französische Fotograf im Internet genannt.
Im März 2018, anlässlich des 45-jährigen Bestehens der diplomatischen Beziehungen zwischen Frankreich und Vietnam, überreichte der Generalsekretär der Kommunistischen Partei Vietnams, Nguyễn Phú Trọng, dem französischen Präsidenten Emmanuel Macron eine limitierte Ausgabe des Porträts Hidden Smile.
Im selben Monat erhielt Réhahn die Auszeichnung Trophée des Français de l'Étranger 2018, verliehen von der französischen Nachrichtenplattform lepetitjournal.com.

## Das Precious-Heritage-Projekt
Im Jahr 2010 reiste Réhahn in den Norden Vietnams, um ethnische Minderheiten zu treffen. Dabei entdeckte er die kulturelle Vielfalt dieser Gemeinschaften, aber auch die Zerbrechlichkeit ihres Erbes. Traditionelle Trachten, Dialekte, Rituale und überliefertes Wissen verschwinden oder werden durch die Modernisierung des Landes verdrängt.
Réhahn begann daraufhin, traditionelle Kleidungsstücke zu sammeln, die ihm von Dorfältesten überreicht wurden, mit dem Ziel, dieses kulturelle Erbe zu bewahren und sichtbar zu machen.
Am 1. Januar 2017 eröffnete er das Precious Heritage Art Gallery Museum in Hội An, um das Verständnis und die Anerkennung der 54 offiziell anerkannten ethnischen Gruppen Vietnams zu fördern. Das 500 m² große Museum präsentiert über 200 Porträts von Angehörigen dieser Gruppen in traditioneller Kleidung. Darüber hinaus sind mehr als 65 originale Trachten ausgestellt. Jede ethnische Gruppe wird durch Texte und Fotografien vorgestellt.
Im Jahr 2020 schloss Réhahn sein Vorhaben ab, alle 54 offiziell anerkannten ethnischen Gruppen Vietnams zu dokumentieren.

## Impressionistische Fotografie
Im Jahr 2023 organisierte die Stadt Honfleur eine Freiluftausstellung mit etwa vierzig Werken Réhahns im Jardin des Personnalités. Die Ausstellung war Teil der Feierlichkeiten zum 50. Jubiläum der diplomatischen Beziehungen zwischen Frankreich und Vietnam. Die Eröffnung fand in Anwesenheit des vietnamesischen Botschafters in Frankreich, S.E. Dinh Toan Thang, und des Bürgermeisters Michel Lamarre statt und war bis zum 31. Dezember 2023 öffentlich zugänglich.
Réhahns Arbeiten orientieren sich an der Ästhetik impressionistischer Malerei. In einem Interview auf Lenscratch nannte er Claude Monet, Edgar Degas, Paul Cézanne und Vincent van Gogh als seine Inspirationsquellen. Er erklärte, dass seine Bilder „wie Gemälde wirken“ sollen. Sein Ansatz integriert auch kompositorische Elemente des Japonismus.
Im Mai 2025 widmete die Royal Photographic Society diesem Ansatz einen Artikel im RPS Journal unter dem Titel „What would Van Gogh have made of Vietnam?“. Der Artikel beschreibt, wie Réhahn während der Pandemie von Van Goghs Briefen inspiriert wurde, mit Spiegelungen im Wasser und Rauch aus Feldverbrennungen zu experimentieren, um einen Eindruck von Pinselstrichen ohne digitale Bearbeitung zu erzeugen.

## Manuskriptsammlung

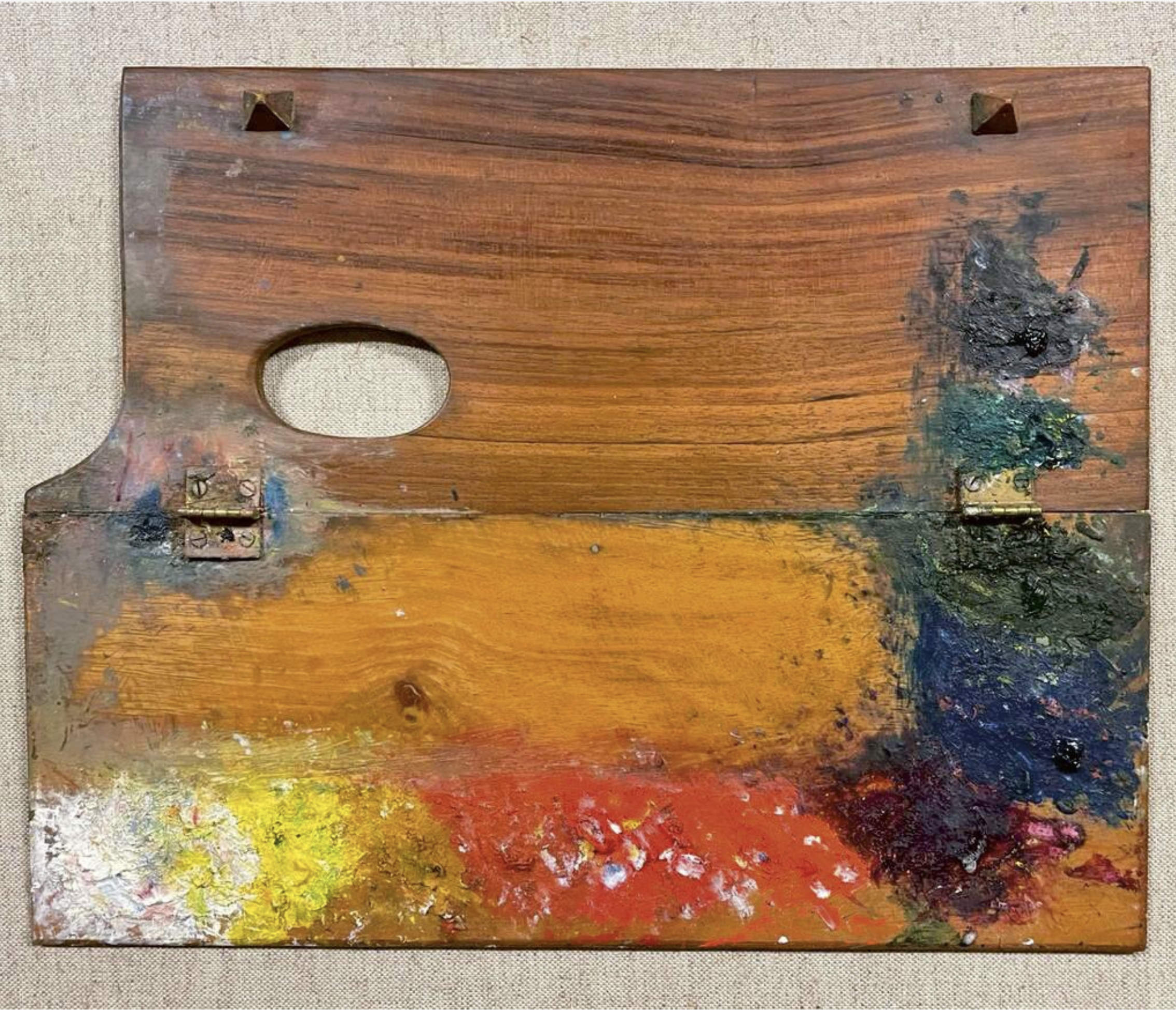
Palette von Caillebotte – Privatsammlung Réhahn

Réhahn ist auch ein Sammler von Handschriften und seltenen Ausgaben, die Alfred de Musset gewidmet sind. Er begann diese Sammlung im Alter von 17 Jahren mit dem Erwerb einer Erstausgabe des romantischen Dichters. Laut dem Centre d’Études et de Recherche Éditer/Interpréter (CÉRÉdI) der Universität Rouen umfasst seine Sammlung heute über hundert Autographen, seltene Ausgaben sowie unveröffentlichte Briefe und Dokumente, die mit Mussets Leben und Werk verbunden sind. Sie gilt als die größte private Sammlung, die diesem Autor gewidmet ist.
Er arbeitet mit Sylvain Ledda, einem Musset-Spezialisten, an der Veröffentlichung des Buches Musset, la collection Réhahn, das im Verlag Hermann erscheinen soll. Zudem beteiligt er sich an wissenschaftlichen Aktivitäten des CÉRÉdI im Rahmen des Projekts „Site Musset“ und an Initiativen zur Aufwertung des normannischen literarischen Erbes.
Laut dem Magazin Beaux Arts umfasst seine Sammlung auch Stücke wie die Malpalette von Gustave Caillebotte, die in den 1980er Jahren in New York ausgestellt wurde, sowie das handschriftliche Protokoll des Duells zwischen Édouard Manet und dem Kritiker Edmond Duranty, das von Émile Zola als Zeuge verfasst wurde.

## Das Projekt „Giving Back“ und humanitäres Engagement
Im September 2018 veröffentlichte die BBC einen Artikel mit dem Porträt von An Phuoc unter dem Titel The Photos that Change Lives. Der Artikel beleuchtet das „Giving Back“-Projekt und stellt es neben Initiativen anderer Fotografen wie Ami Vitale und Kenro Izu.
Auch Christina Noble, Gründerin der Christina Noble Children’s Foundation, lobte das Projekt öffentlich. In einem Brief bezeichnete sie Réhahn als „seltene Perle“ und würdigte sein künstlerisches und humanitäres Engagement. Sie schrieb:

„Dein Projekt Giving Back hat mich tief bewegt: Du kehrst in die Dörfer und Gemeinschaften zurück, die du fotografiert hast, und gibst ihnen die Unterstützung, die sie brauchen, um ihre Lebensqualität zu verbessern. Das zeigt dein Engagement für die Menschlichkeit.“

Sie betonte auch seine Unterstützung für die CNCF-Stiftung, mit der er Hunderte benachteiligter Kinder in Vietnam unterstützt hat.
Im Jahr 2007 entdeckte Réhahn Vietnam zum ersten Mal im Rahmen einer humanitären Mission mit der französischen Organisation Les Enfants du Vietnam. Dort traf er Ti, ein junges Mädchen aus Hội An, das er gemeinsam mit ihrer Schwester Ni im Rahmen einer Patenschaft unterstützte. Diese Begegnungen markierten den Beginn seines langfristigen Engagements für lokale Gemeinschaften.
Zu seinen konkreten Leistungen zählen Bildungsinfrastrukturen in mehreren vietnamesischen Provinzen:
- Nghĩa Lộ (Yên Bái): Unterkunft für 24 Hmong-Schülerinnen.
- Sa Loong (Kon Tum): Betreuungszentrum für 20 Kinder der Sédang-, Muong- und Dë Trieng-Volksgruppen.
- K'Nai (Lâm Đồng): Kindergarten und Mensa für 150 Kinder der Chu Ru und K’Ho.
- Đắk Tô (Kon Tum): Wohnheim für 40 Mädchen der Sédang und Rơ Măm.
- Thanh An (Gia Lai): Geplantes Zentrum für 70 Kinder der Jarai und Bahnar.Co Tu Museum

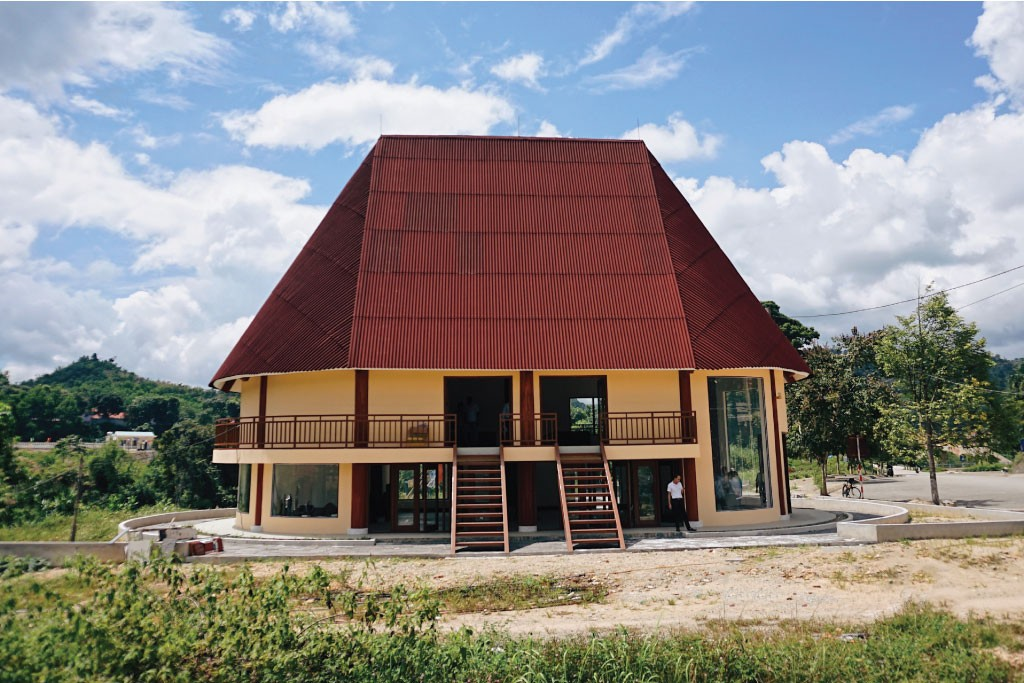
Co Tu Museum

Im Jahr 2019 eröffnete Réhahn das Co Tu Museum im abgelegenen Bezirk Tây Giang. Es handelt sich um das erste Museum in Vietnam, das ausschließlich einer einzigen ethnischen Gruppe gewidmet ist. Errichtet im traditionellen Stil eines guol (dem Versammlungshaus der Co Tu), dient das Museum als kulturelles Zentrum zur Vermittlung materiellen und immateriellen Erbes. Es ist für alle zugänglich und wird von der Co-Tu-Gemeinschaft selbst verwaltet.

## Veröffentlichungen
Réhahn hat mehrere zweisprachige Fotobücher veröffentlicht, die sich häufig auf Vietnam und das Konzept der Vergänglichkeit konzentrieren.
- Vietnam, Mosaic of Contrasts Volume I. Réhahn Photography, Hanoi 2014, ISBN 978-604-936-436-5 (französisch, englisch).
- Vietnam, Mosaic of Contrasts Volume II. Réhahn Photography, Hanoi 2015, ISBN 978-604-86-9307-7 (französisch, englisch).
- The Collection, 10 Years of Photography. Réhahn Photography, Hanoi 2018 (französisch, englisch).
- 100 Iconic Portraits. Réhahn Photography, Hanoi 2019, ISBN 978-604-951-621-4 (französisch, englisch).
- Vietnam, Mosaic of Contrasts Volume III. Réhahn Photography, Hanoi 2020, ISBN 978-604-86-4292-1 (französisch, englisch).
- Impressionism, From Photography to Painting. Réhahn Photography, Hanoi 2024, ISBN 978-604-422-158-8 (französisch, englisch).